# Euplectrus immargiventris
Euplectrus immargiventris är en stekelart som beskrevs av Girault 1915. Euplectrus immargiventris ingår i släktet Euplectrus och familjen finglanssteklar. Inga underarter finns listade i Catalogue of Life.